# Biserica romano-catolică din Dognecea

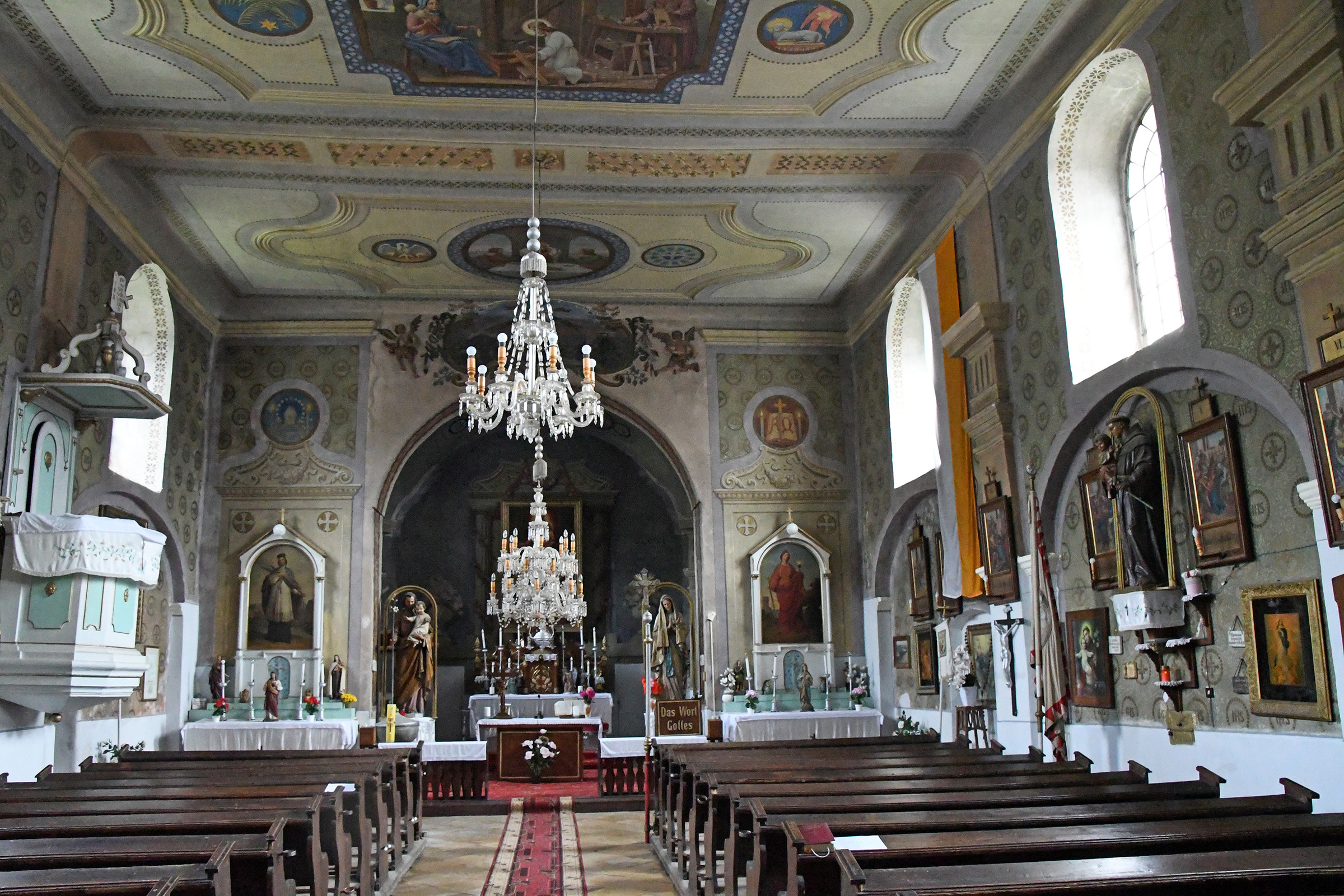
Nava spre altar

Biserica romano-catolică este un monument istoric aflat pe teritoriul satului Dognecea, comuna Dognecea, județul Caraș-Severin. Figurează pe lista monumentelor istorice  cod LMI CS-II-m-B-11107.

## Localitatea
Dognecea (în germană Dognatschka, în maghiară Dognácska) este satul de reședință al comunei cu același nume din județul Caraș-Severin, Banat, România. Satul Dognecea este atestat documentar în anul 1722 cu numele Dognácska. Așezarea a fost una specializată în minerit din 1722 și până în anii ‘90, când s-a închis și ultima mină. În Dognecea, în perioada de glorie existau 30 de mine. Cea mai importantă a fost mina de cupru „Simon și Juda”, exploatare începută în anul 1740.

## Biserica
Piatra de temelie a bisericii a fost pusă în anul 1733. A fost construită în stil baroc și sfințită în anul 1741. La o distanță de cca 500m de biserică, lângă un pod de piatră, se află o statuie din lemn pictat a Sfântului Ioan Nepomuk, datând din a doua jumătate a secolului al XVIII-lea, flancat de un miner îmbrăcat în haine de lucru.
Orga bisericii romano-catolice a fost construită de către arădeanul Anton Dangl (Anton Dangl bürgerlicher Orgel- und Instrumentenmacher) în anul 1883.
În fiecare an se sărbătorește hramul bisericii (Nașterea Maicii Domnului) și are loc procesiunea tradițională la cimitirul romano-catolic.

## Imagini

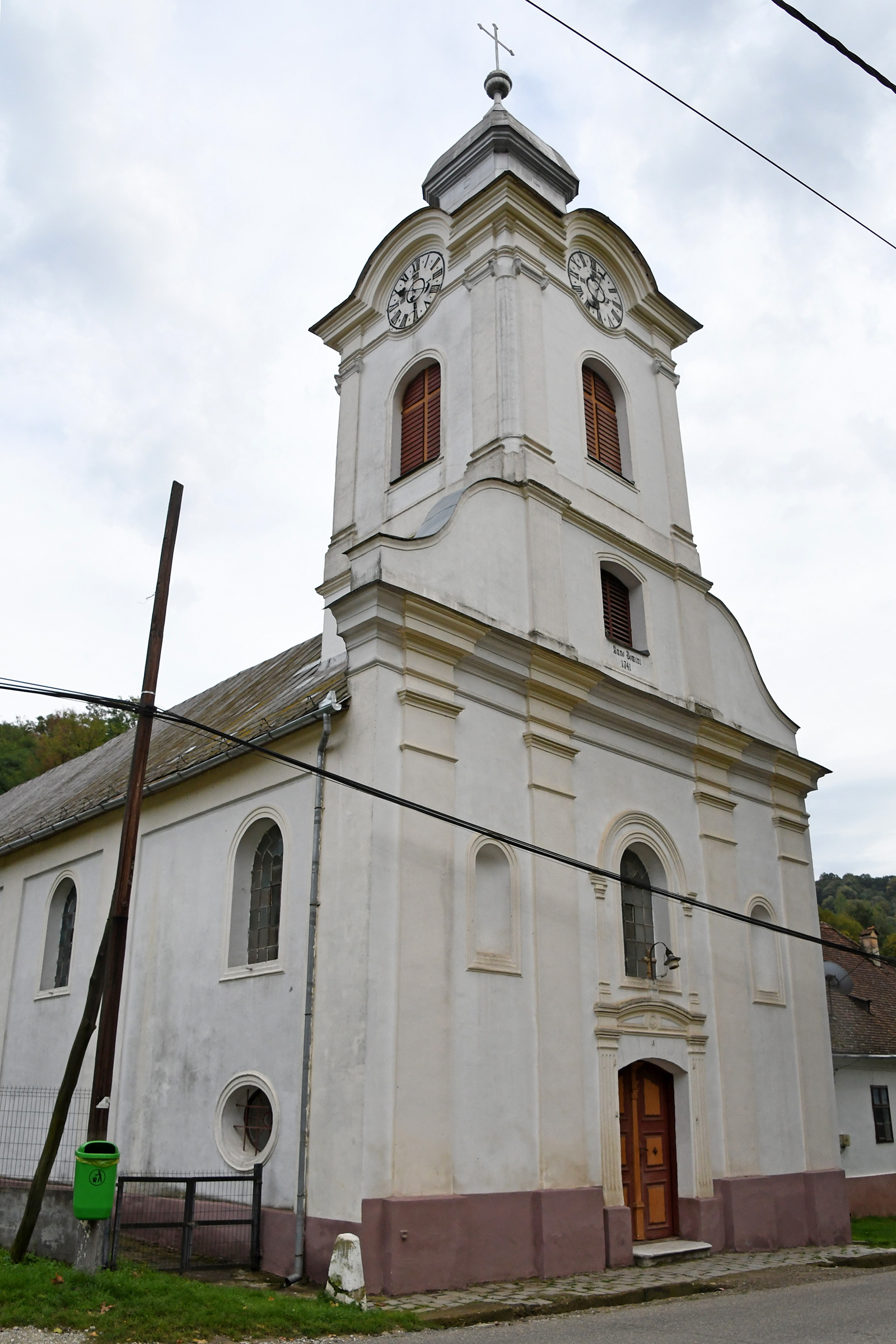
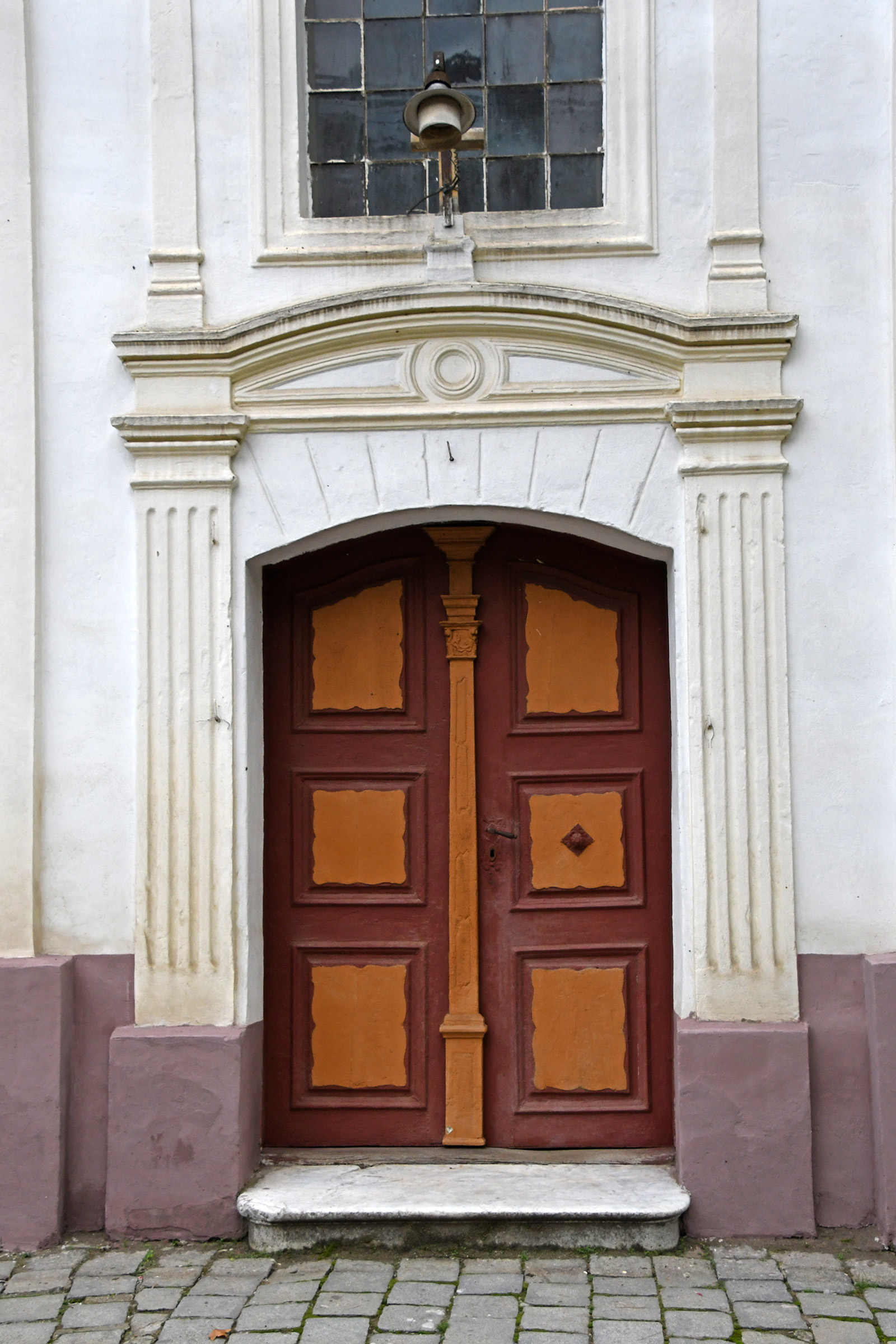
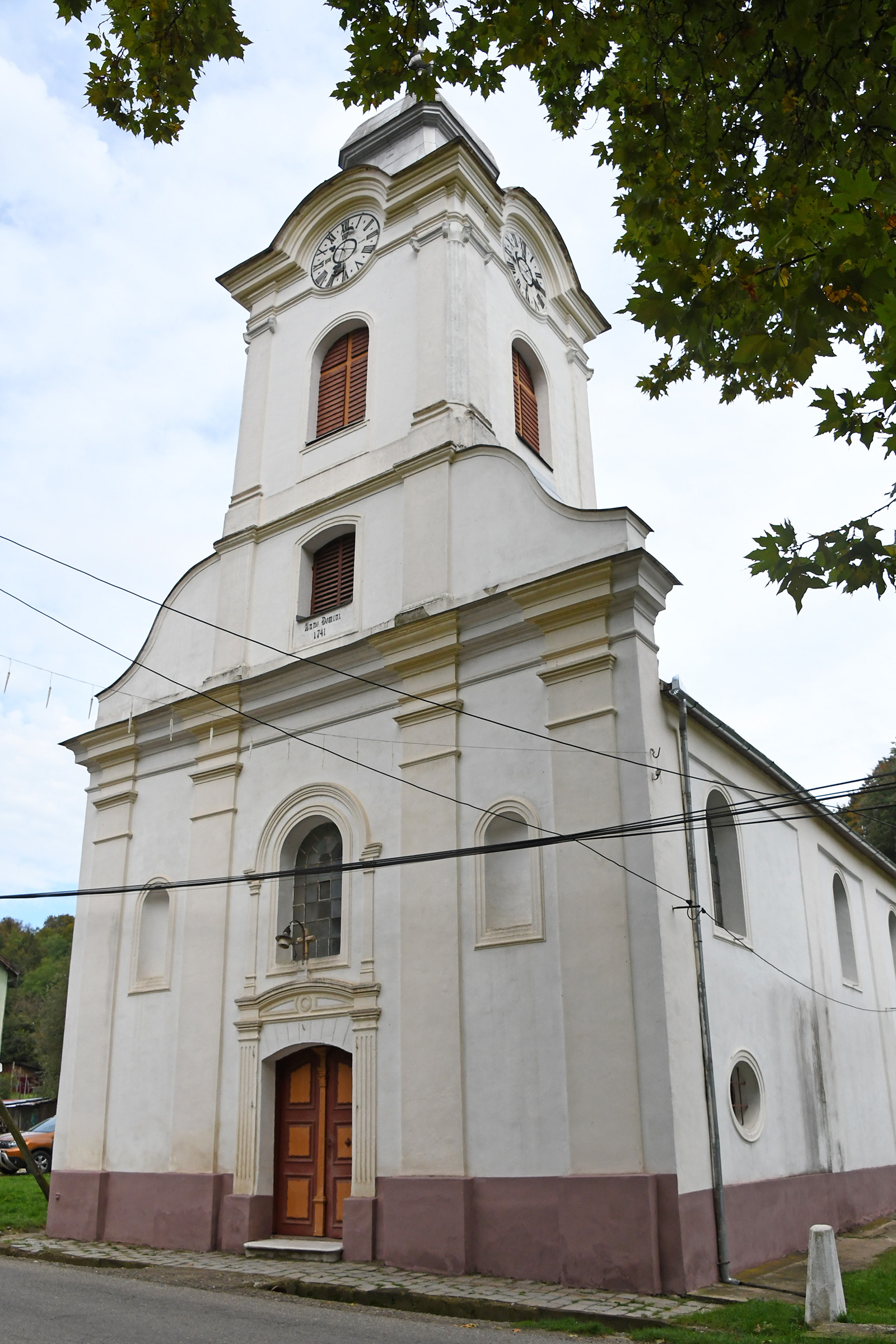
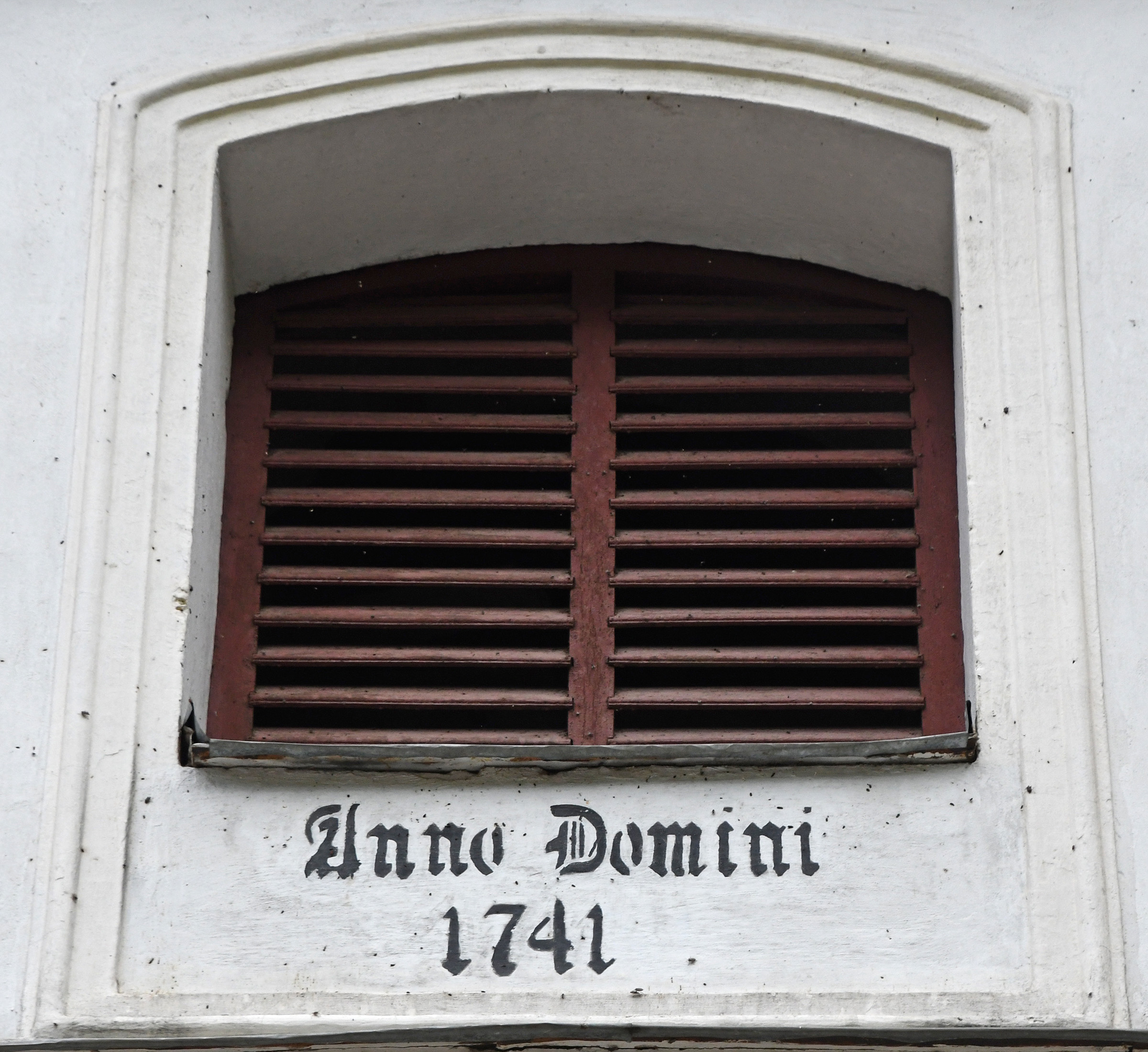
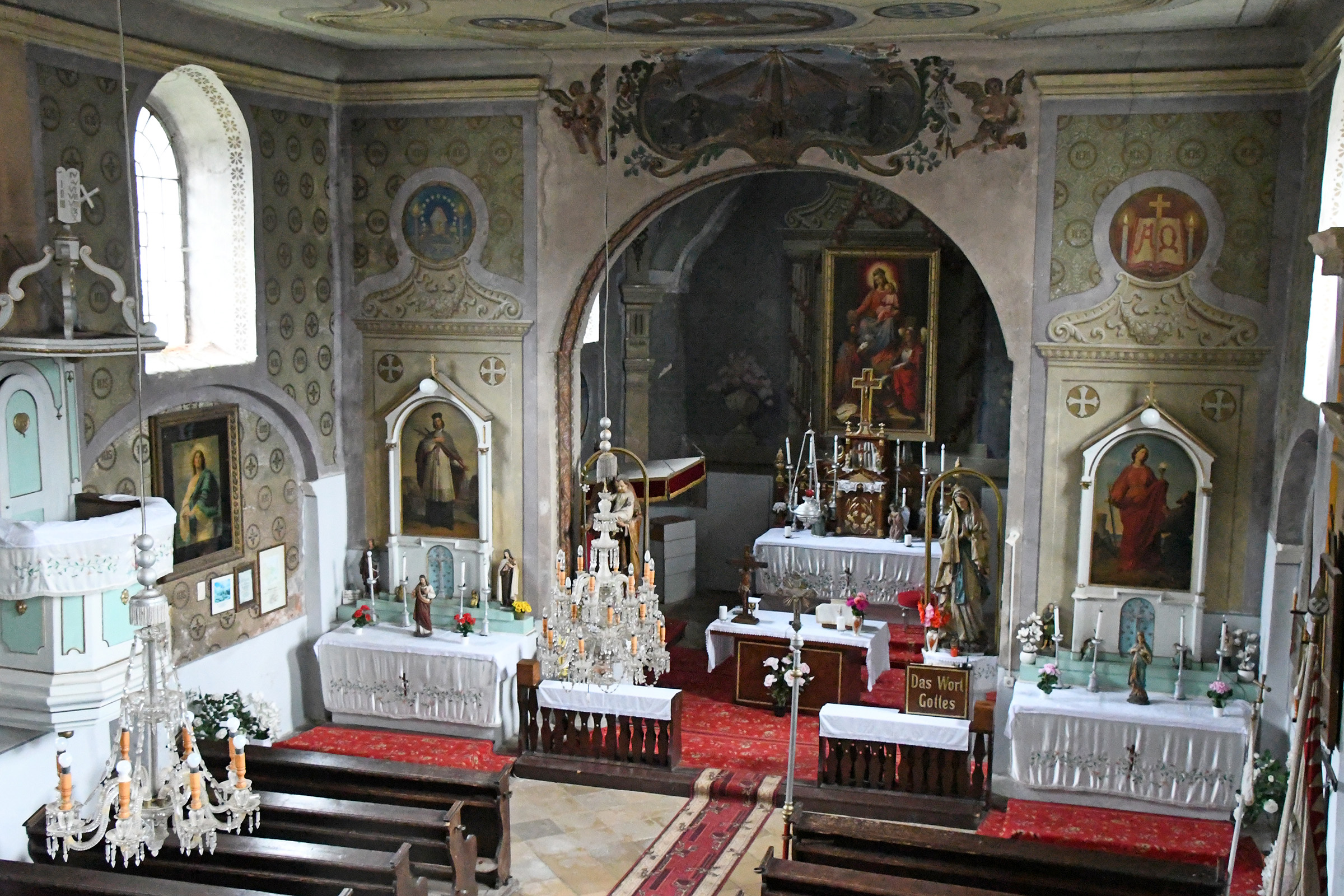
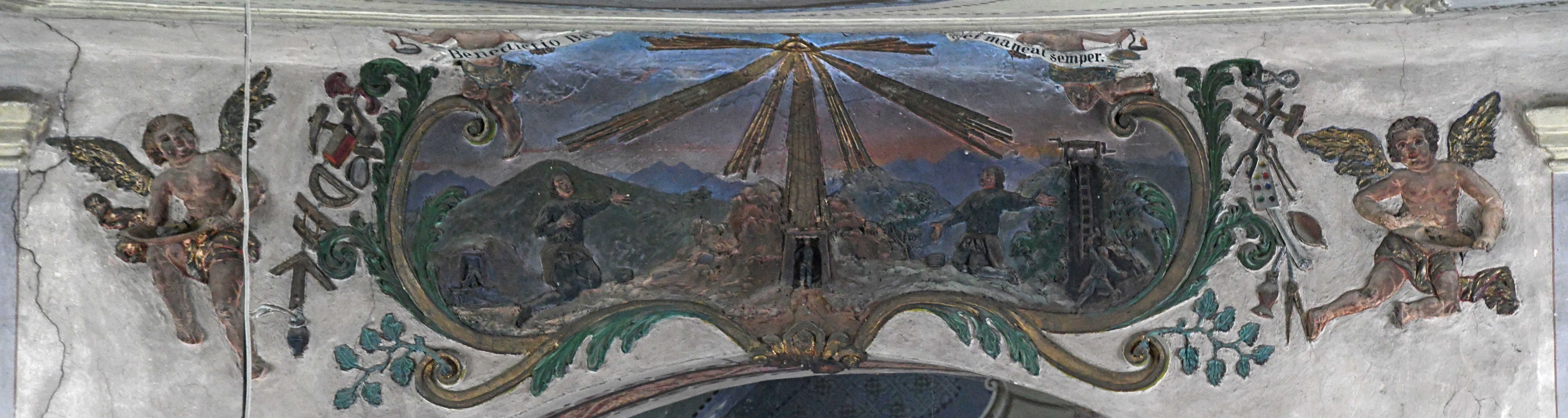
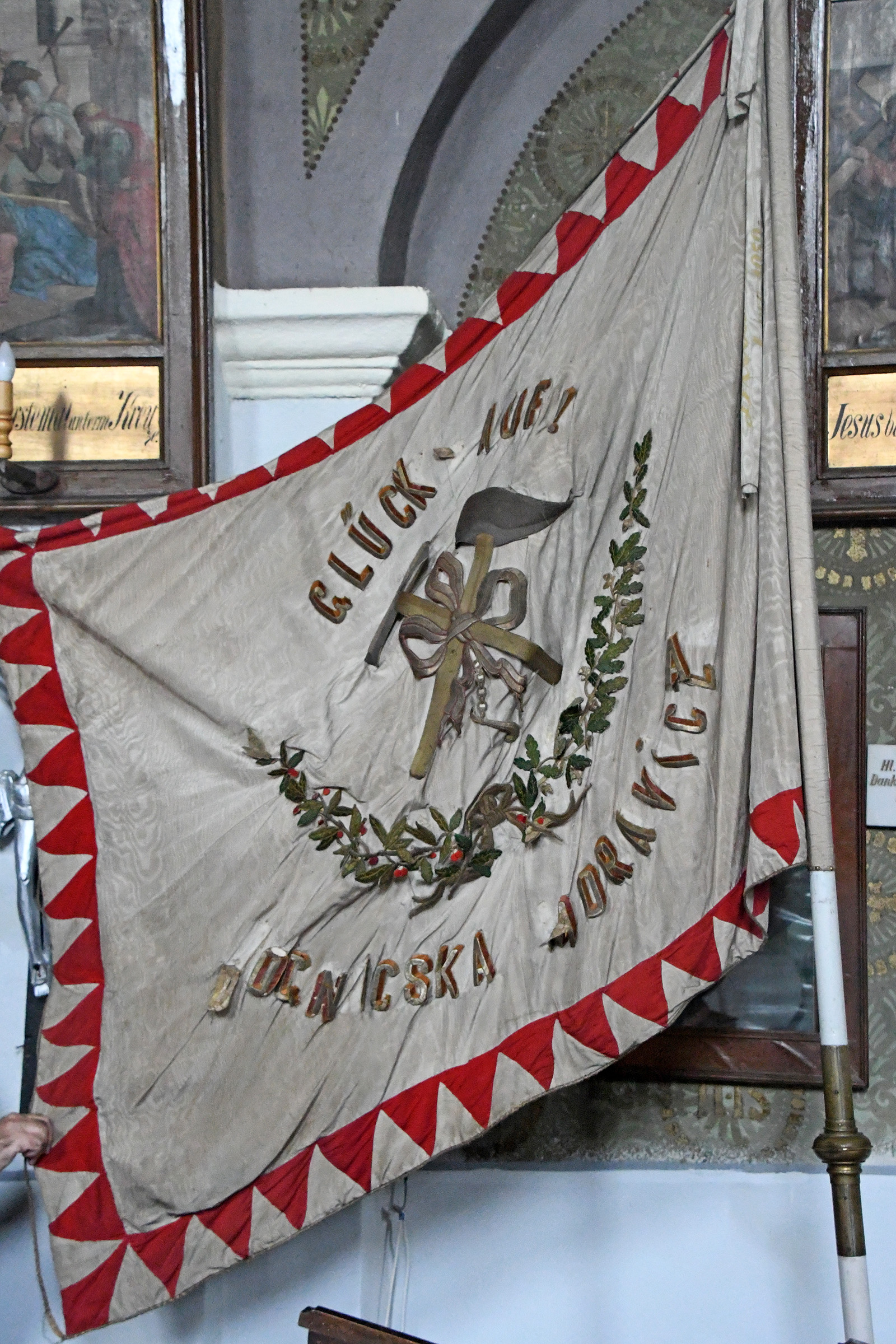
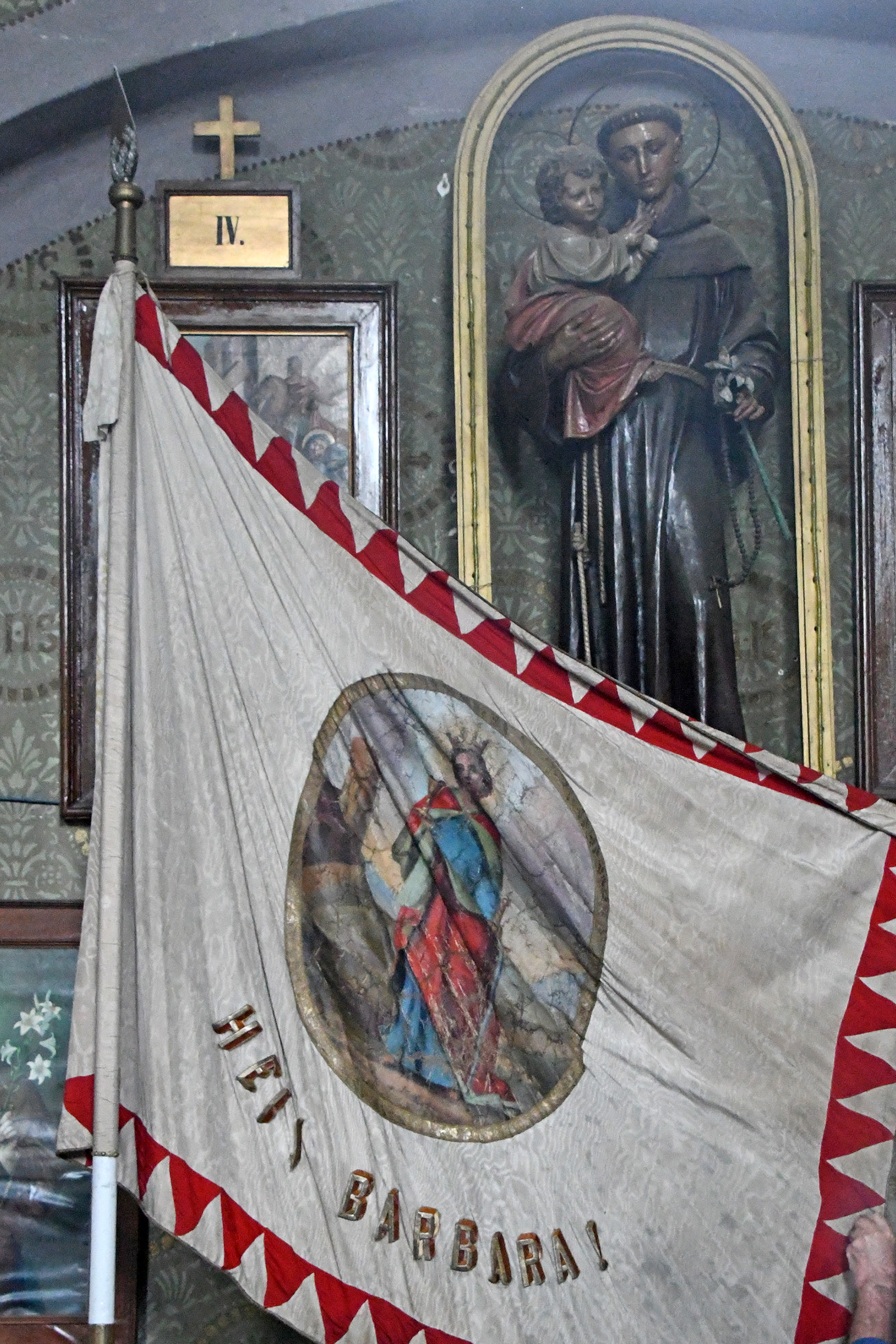
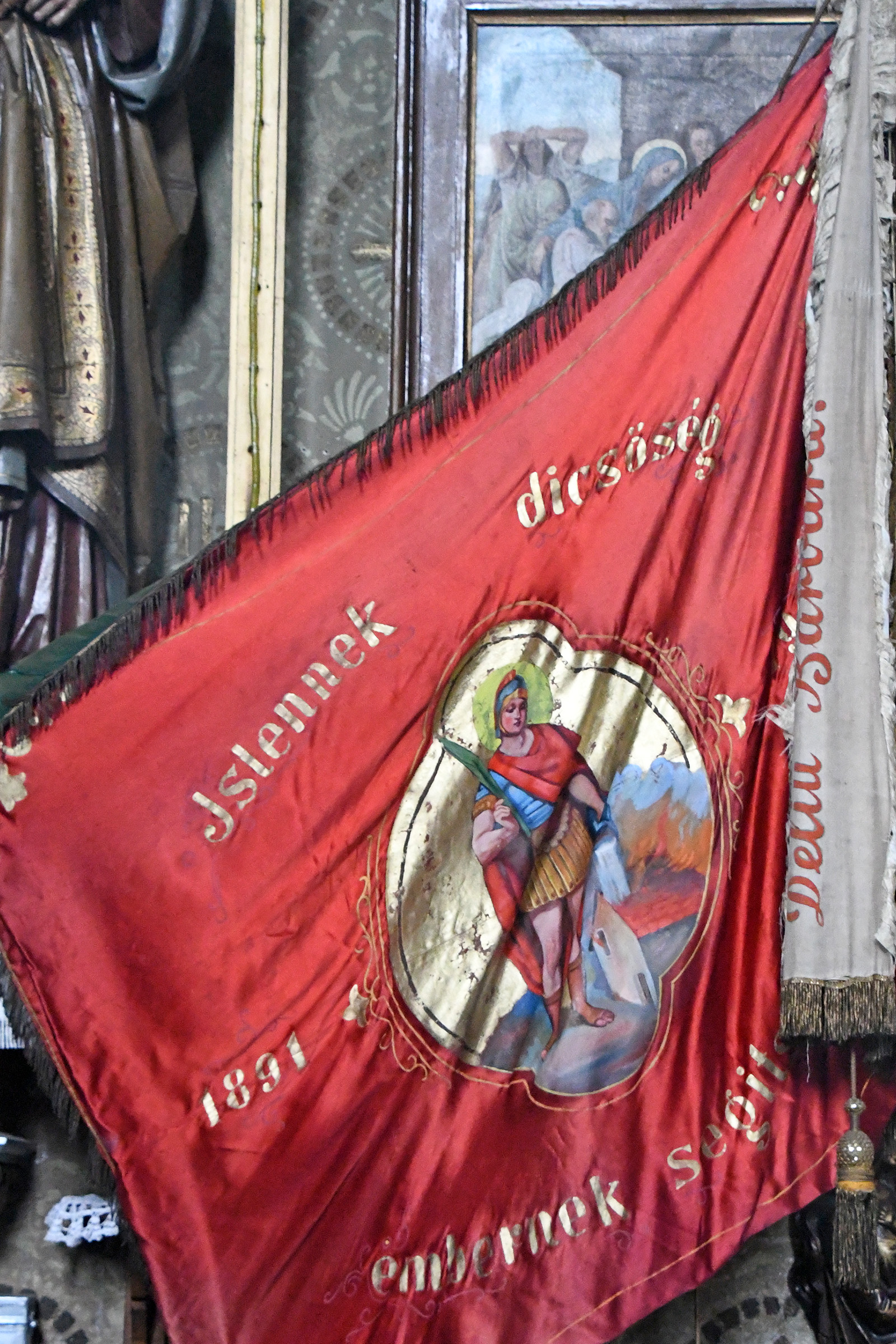
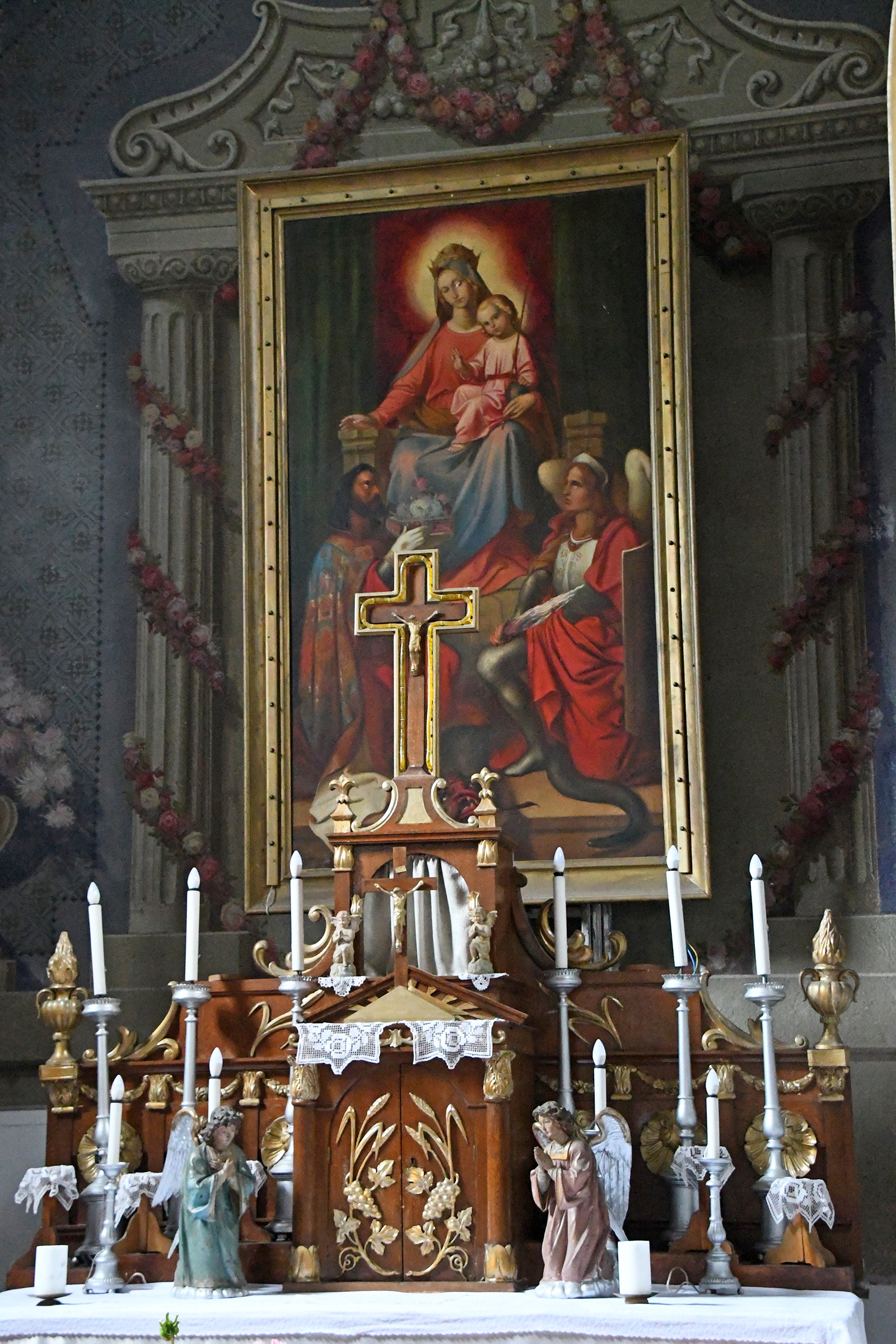
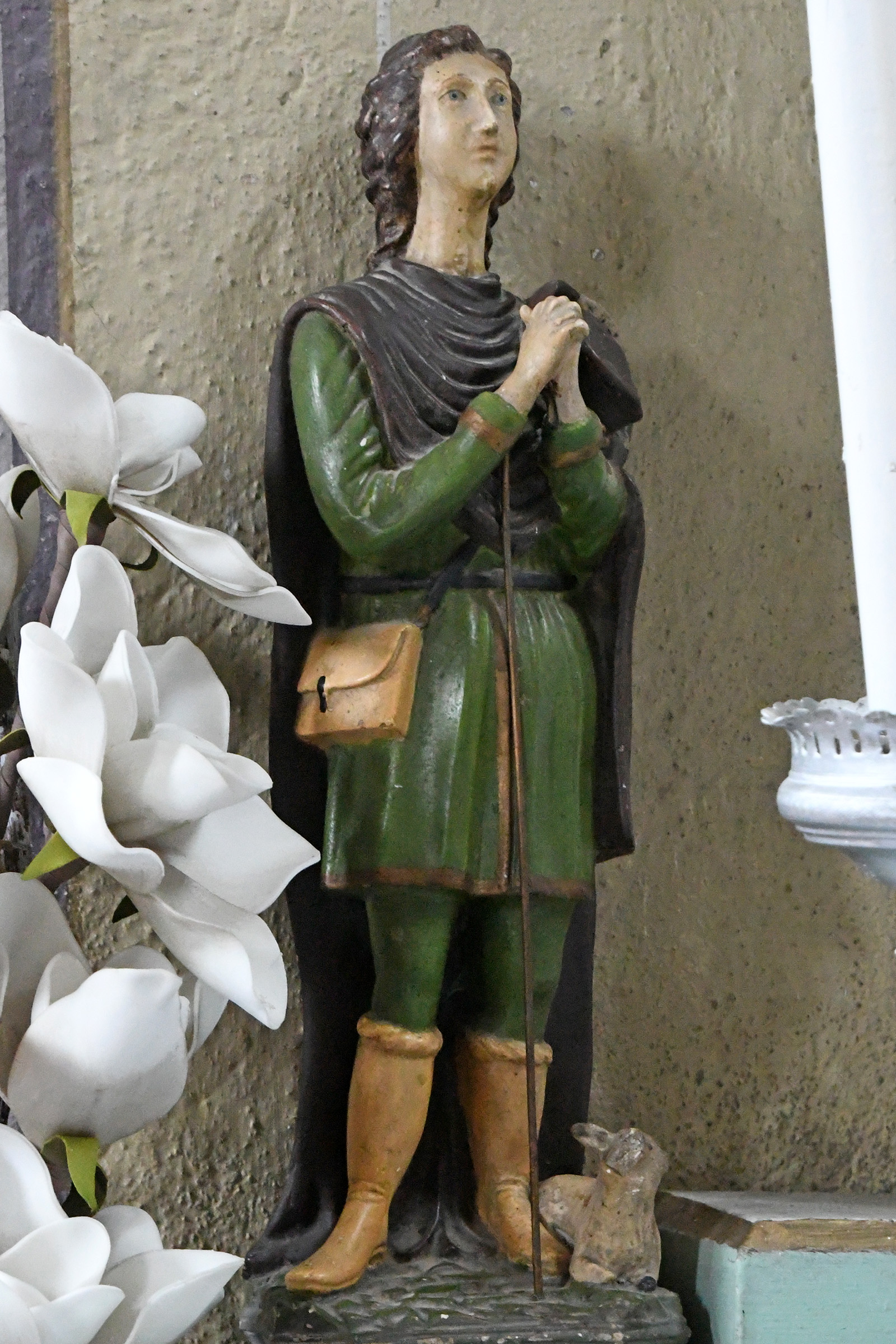
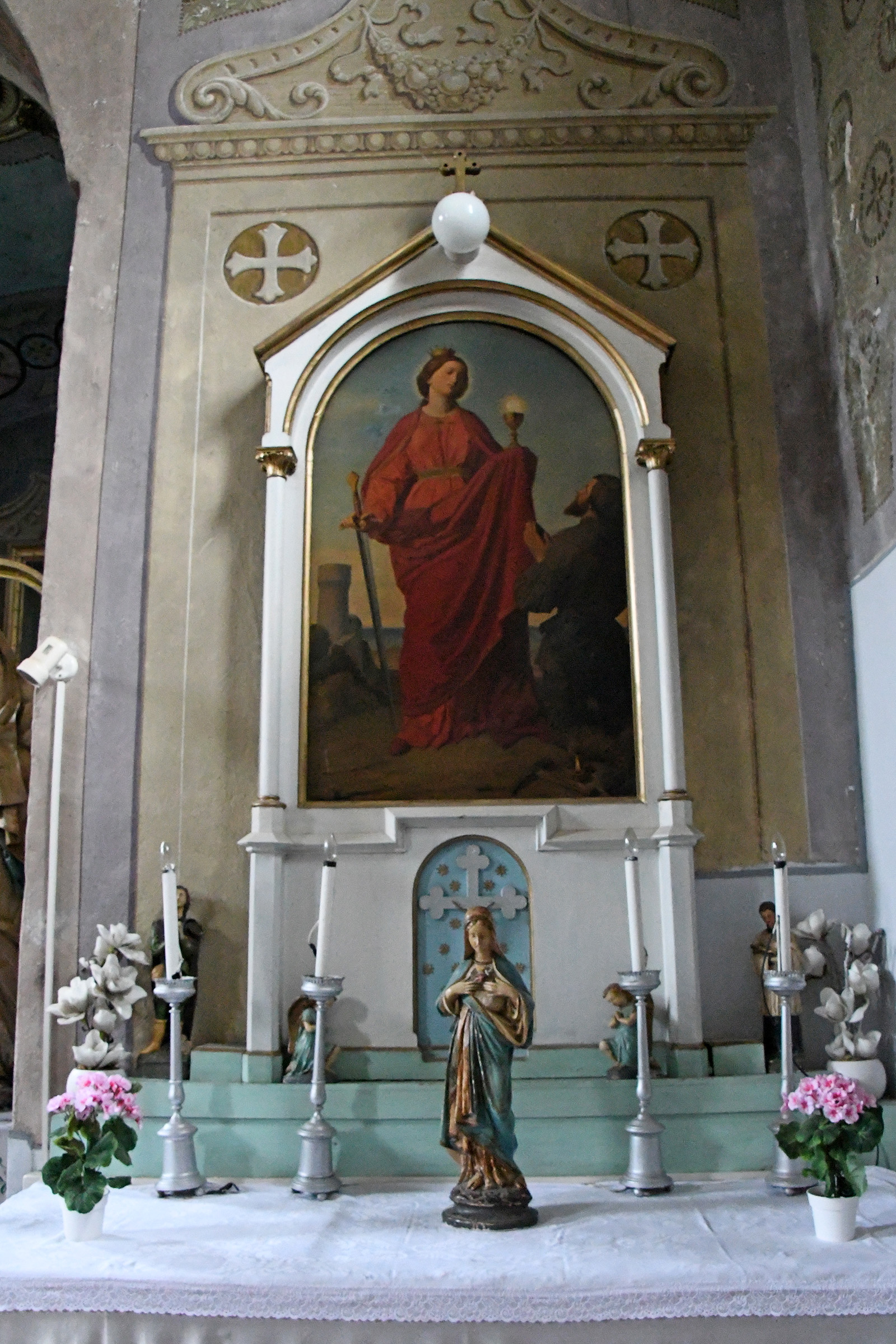
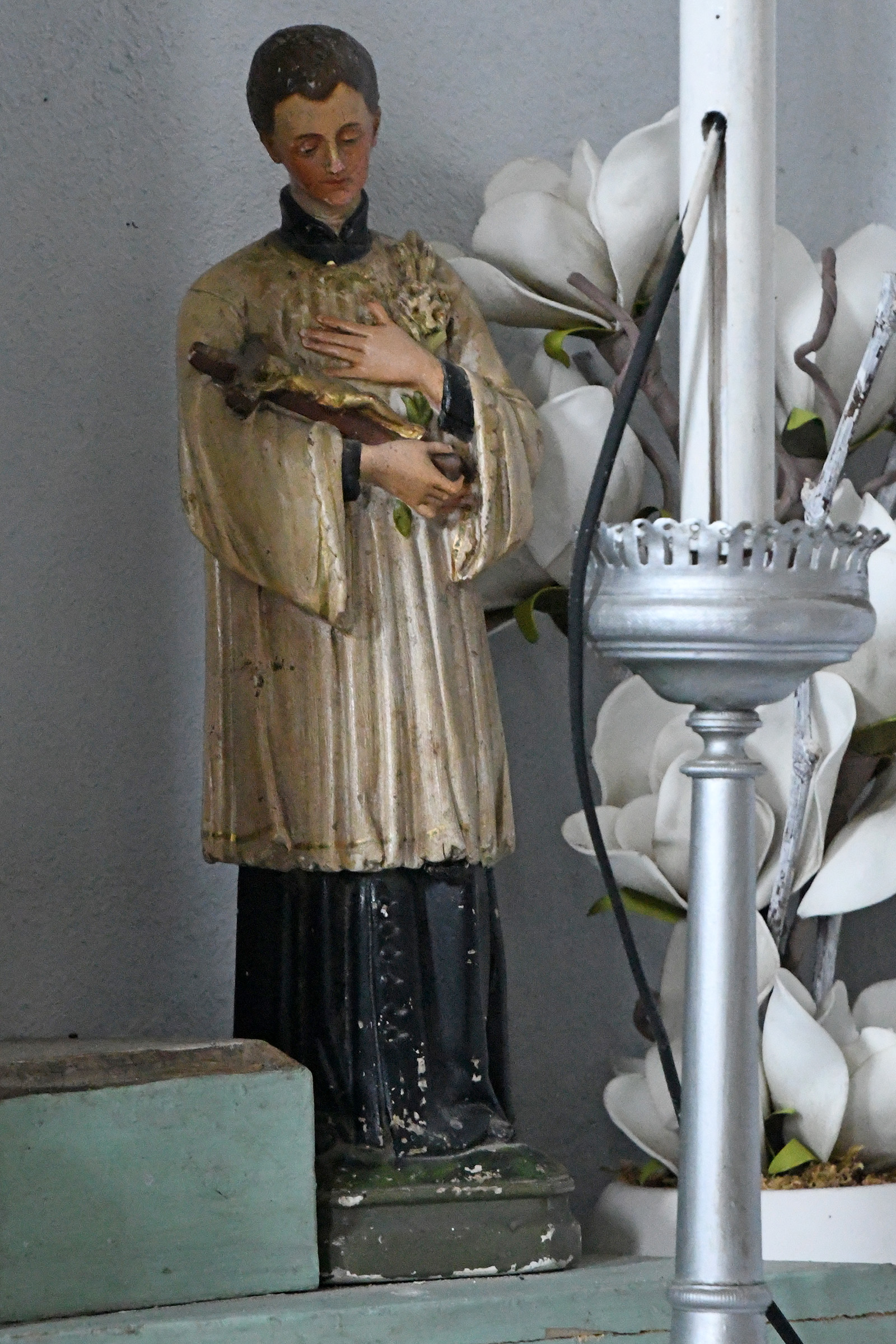
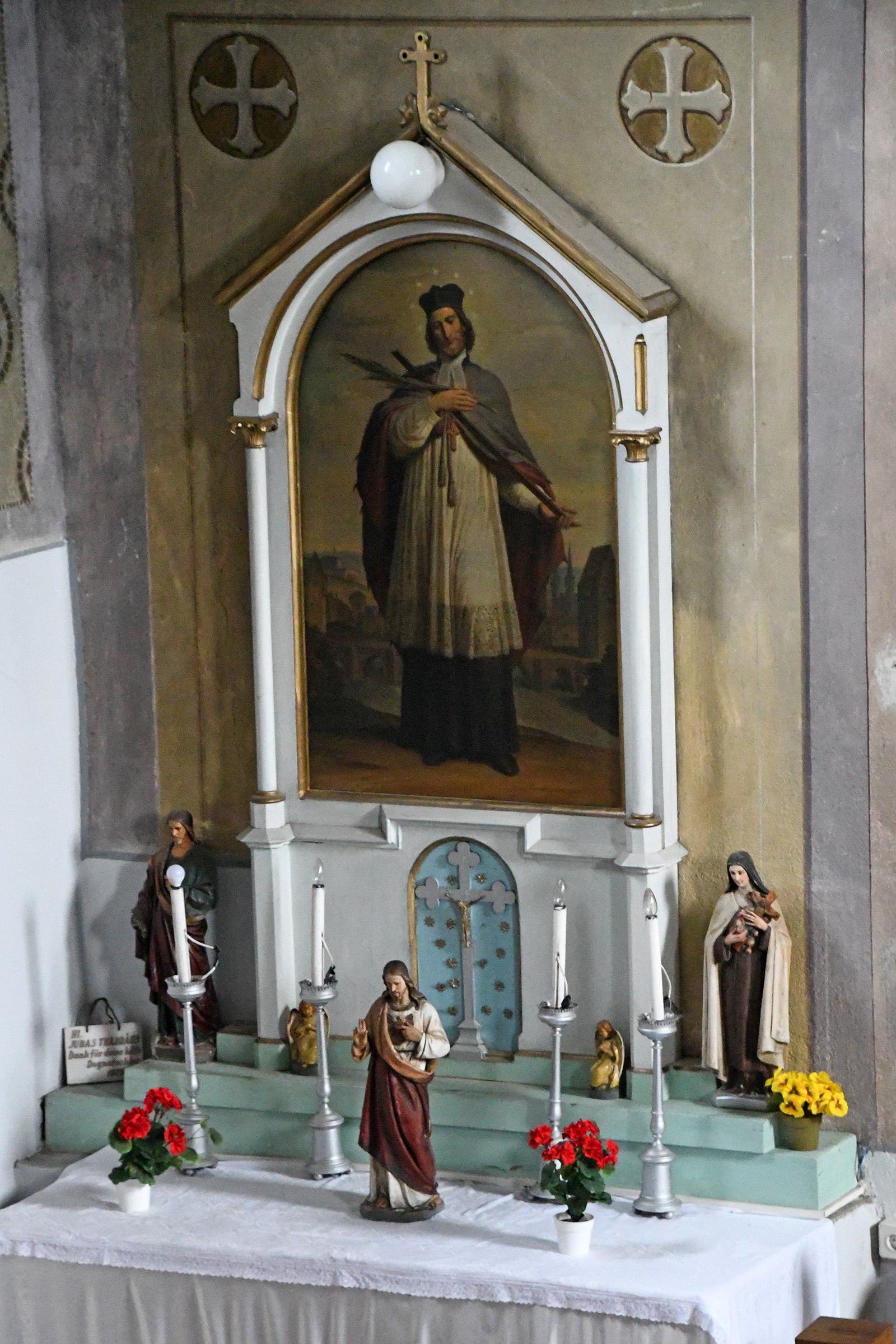
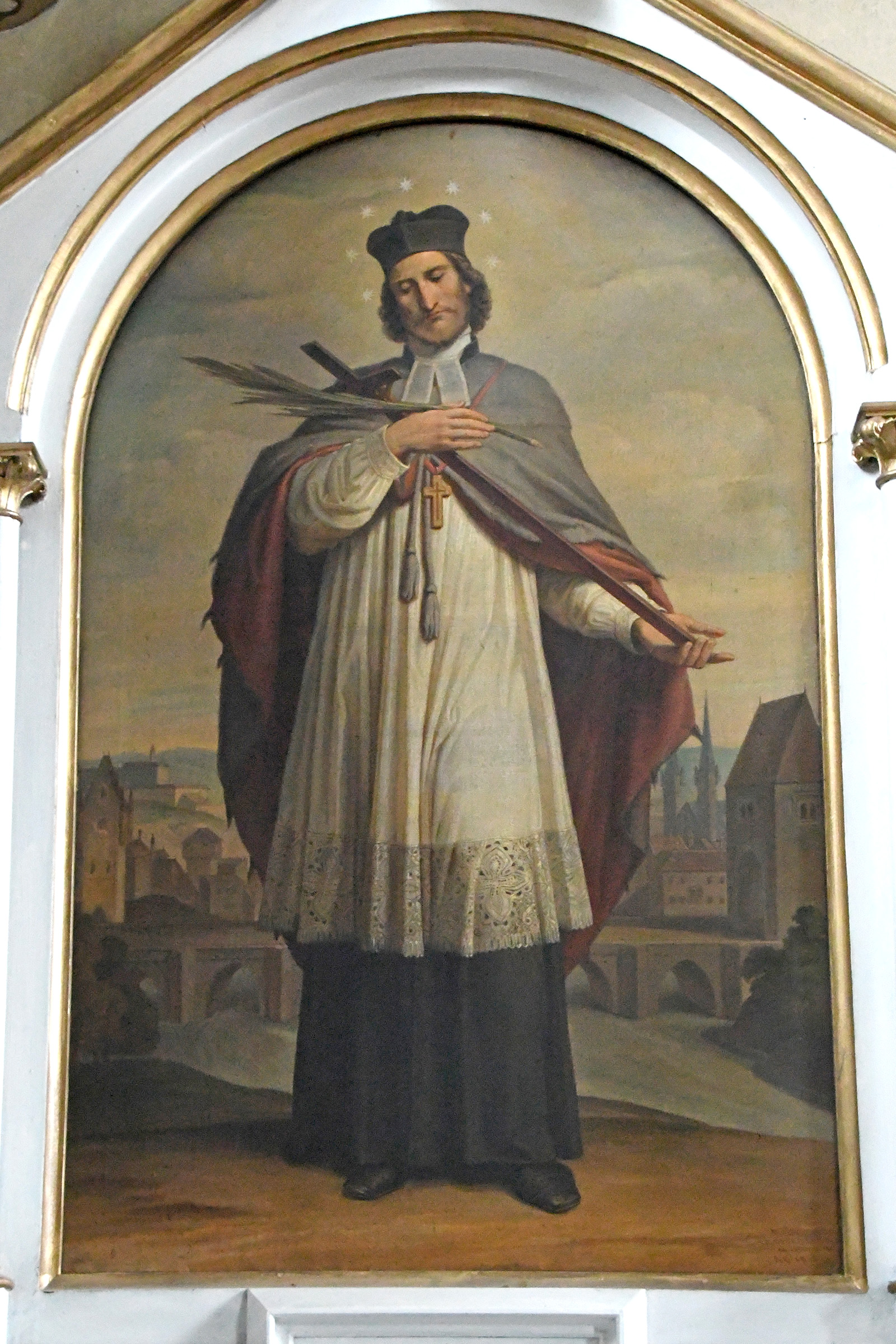
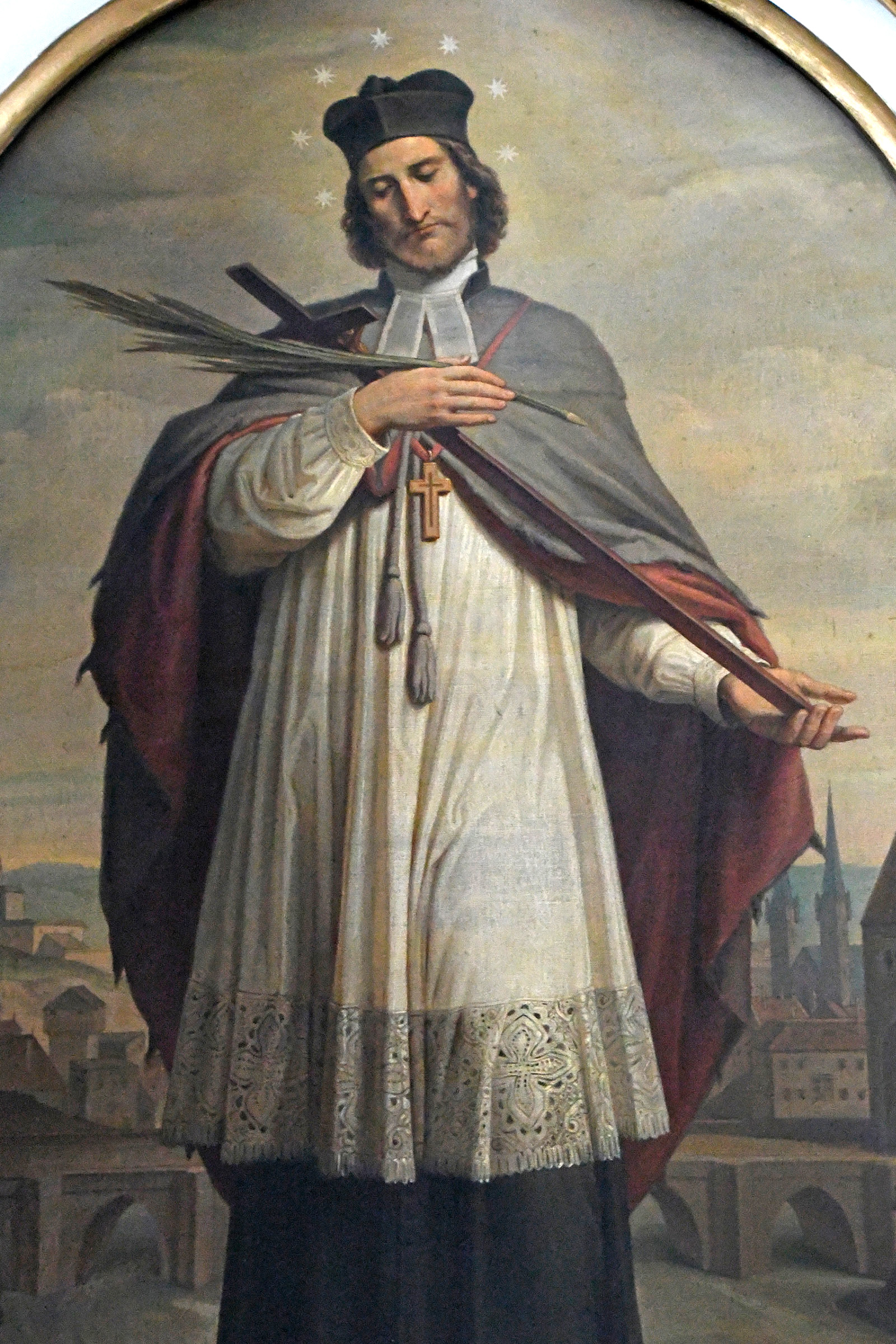
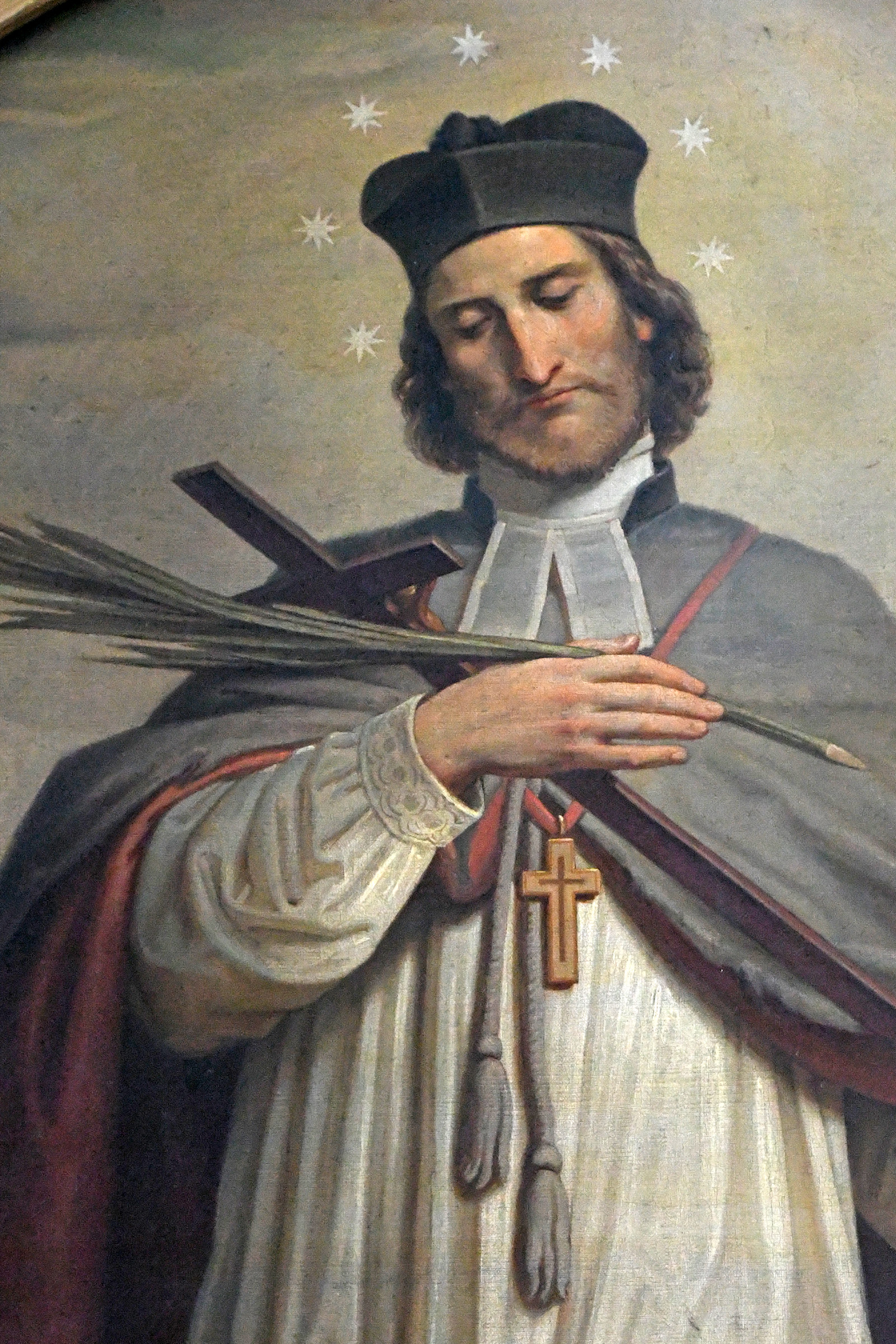

## Vezi și
- Dognecea, Caraș-Severin